# Geschichte der deutschen Elektrizitätswirtschaft
Der Aufbau einer Elektrizitätsversorgung in Großstädten begann in Deutschland Ende des 19. Jahrhunderts und damit etwa 50 Jahre später als die Gasversorgung, die bereits Anfang des 19. Jahrhunderts zur Beleuchtung von Großstädten beitrug.

## Entdeckung der Elektrizität
Im Jahr 1600 bemerkt William Gilbert in einem Werk über den Magnet, dass Bernstein und andere Körper nach dem Reiben leichte Körperteilchen anziehen. Otto von Guerike zu Magdeburg (1602–1682), Erfinder der Luftpumpe, konstruierte auch eine Elektrisiermaschine und wies die elektrische Abstoßung nach.
1727 machte der Engländer Stephen Gray die Entdeckung, dass auch Metalle und andere Körper, die man bis dahin nicht elektrisch machen konnte, elektrisiert werden können, wenn sie an seidenen Fäden hängen oder auf Glas ruhten; er erkannte hiermit den Unterschied zwischen Leiter und Nichtleiter.
Um 1773 unterschied Charles du Fay zwei Elektrizitäten und zeigte, dass Körper mit gleicher Ladung sich abstoßen und solche mit ungleicher Ladung sich anziehen.
1745 erfand der Domherr von Kleist in Pommern den ersten elektrischen Kondensator, die Kleistsche Flasche. Dieselbe Erfindung machte einige Zeit später Cunäus in Leiden (daher auch Leidener Flasche).
Die Vermutung, dass Blitz und Donner Wirkung einer elektrischen Entladung seien, wurde zuerst von Benjamin Franklin ausgesprochen, der auch das Drachenexperiment für den Nachweis vorschlug. Er erfand auch den Blitzableiter.
Luigi Galvani (1789) und Alessandro Volta wiesen nach, dass durch Elektrizität Muskelkontraktionen ausgelöst werden können. Diese neu entdeckte physiologische Wirkung der Elektrizität wurde historisch als Galvanismus bezeichnet. Letzterer ist auch der Erfinder der Batterie. Der Galvanismus lenkte die Aufmerksamkeit weg von der bisher studierten elektrischen Ladung zum elektrischen Strom.
Edmund Davy (1785–1857) war ein Pionier der Elektrochemie und führte eine Reihe von Versuchen durch, um mit Hilfe von Strom Metallsalze, insbesondere Giftstoffe wie Arsen, aus einer Lösung zu extrahieren.
1820 entdeckte Hans Christian Ørsted in Kopenhagen den Elektromagnetismus. André-Marie Ampère wies 1820 die gegenseitige Einwirkung elektrischer Störme nach. 1827 entdeckte Georg Simon Ohm das nach ihm benannte Ohmsche Gesetz. Michael Faraday entdeckte 1831 die Induktion, den Elektromagnetismus und den Diamagnetismus. 1833 erfanden Carl Friedrich Gauß und Wilhelm Eduard Weber den Magnetometer
Moritz Hermann von Jacobi entdeckte 1838 die Galvanoplastik. Letzterer entwickelte auch den ersten praxistauglichen Elektromotor und das erste elektrisch angetriebene Boot (Jacobi-Boot).
Für die Entwicklung praxistauglicher elektrischer Generatoren war die Entdeckung des dynamo-elektrischen Prinzips durch Werner von Siemens 1867 von entscheidender Bedeutung. 1877 erfand Graham Bell das Telefon.
1864 beschrieb James Clerk Maxwell Phänomene des Elektromagnetismus mit den Maxwell-Gleichungen. Heinrich Hertz (1857–1894) zeigte elektromagnetische Wellen im Experiment.

## Beginn der Elektrizitätsversorgung
Mit dem von Werner Siemens entwickelten elektrischen Generator (1866) auf der Grundlage des von ihm wissenschaftlich begründeten dynamoelektrischen Prinzips wurde eine städtische und industrielle Elektrizitätsversorgung möglich. Elektrische Energie, die jetzt in großem Umfang produziert werden konnte, ermöglichte wiederum die Verwendung des flexibel einzusetzenden Elektromotors, der gemeinsam mit den Verbrennungsmotoren die Dampfmaschine ablöste und die zweite industrielle Revolution einleitete. Elektrische Energie kann unter sehr geringen Verlusten über weite Strecken transportiert werden. Dies ermöglichte erstmals die Nutzung von Wind- und Wasserenergie an entlegeneren Standorten und machte auch die Nutzung fossiler Energien effizienter, da diese nicht mehr unbedingt an den Nutzungsort transportiert werden musste.
Eine der ersten Anwendungen des Elektromotors ist die Elektrische Eisenbahn. Bereits 1879 präsentierte Werner von Siemens auf der Gewerbe-Ausstellung in Berlin eine elektrische Lokomotive, die 3 Personenwagen zog. In den Jahren darauf baut die Firma Siemens & Halske die ersten elektrischen Eisenbahnlinien in Deutschland. 1892 fuhren in Deutschland und Österreich-Ungarn 15 elektrische Bahnen und ca. 260 Motorwagen.
Die städtische Elektrizitätsversorgung begann mit der Erfindung der Glühbirne durch Thomas Alva Edison, die er der Welt auf der Elektrizitäts-Ausstellung in Paris im Jahre 1881 präsentierte. Edison präsentierte nicht nur ein Leuchtmittel, sondern ein erstes komplettes Versorgungssystem mit Fassungen, Umschaltern, Schmelzsicherungen, Lampenträgern und allem, was zur Installation gehört, sowie auch allem, was zur Stromerzeugung, Verteilung und Messung nötig war.
Die Präsentation machte großen Eindruck. Weitschauend entschied der deutsche Ingenieur Emil Rathenau, die Rechte für die Nutzung der Erfindung in Deutschland zu erwerben. 1883 gründete er die Deutsche Edison-Gesellschaft für angewandte Elektrizität als Aktiengesellschaft unter seiner Leitung. Der Vertrag sah unter anderem eine Interessenabgrenzung und begrenzte Zusammenarbeit mit Werner von Siemens vor. 1887 gelang es Rathenau, sich von der amerikanischen Edison-Gesellschaft zu lösen und das Kapital auf 12 Millionen Mark aufzustocken. Die Deutsche Bank und Siemens stiegen als Kapitaleigner in das nun als Allgemeine Elektricitäts-Gesellschaft (AEG) firmierende Unternehmen ein. Rathenaus expansive Unternehmenspolitik leitete den Aufstieg der AEG ein, so dass diese bereits Ende des 19. Jahrhunderts Siemens als führenden Elektrokonzern nahezu überflügelte und Anfang der 1890er Jahre zu einem international operierenden Konzern mit rund 3000 Arbeitern und Angestellten geworden war.

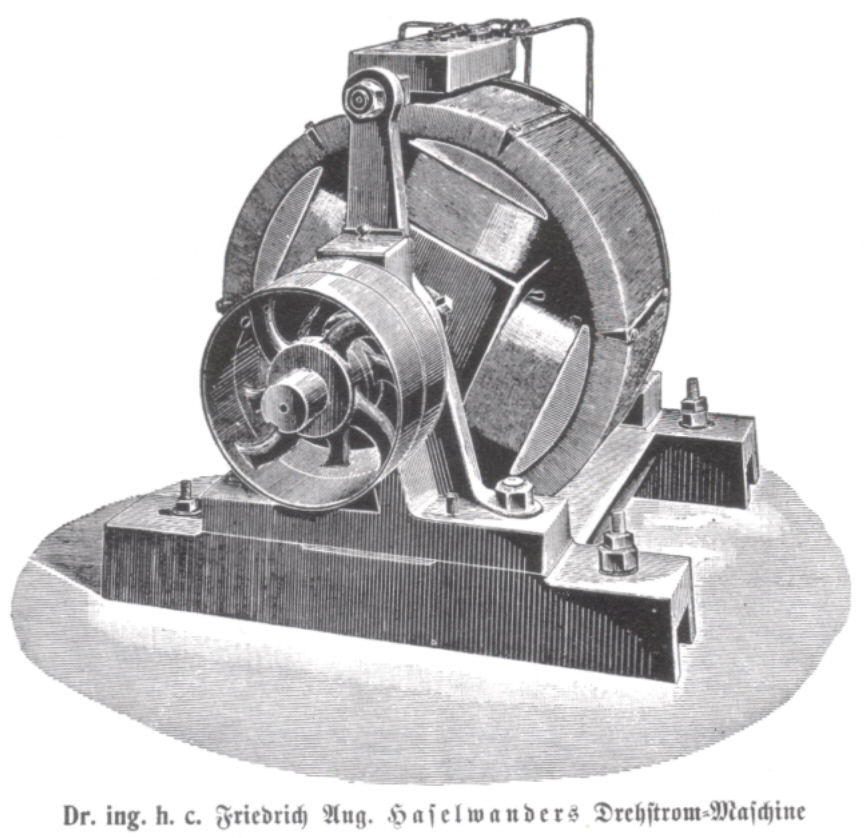
Erste Synchronmaschine von Haselwander mit dreiphasigem Stator und vierpoligem Rotor (Polrad), heute im Deutschen Museum München

Der erste Dreiphasen-Synchrongenerator wurde 1887 von dem deutschen Erfinder Friedrich August Haselwander gebaut, ein Patentantrag im selben Jahr wurde zunächst abgelehnt, dann aber 1889 anerkannt. Jedoch wurde von großen Elektrounternehmen, die die Bedeutung der Erfindung erkannten, Einspruch gegen die Patenterteilung eingelegt und der Streitwert für einen Rechtsstreit auf 30 Millionen Mark veranschlagt, den Haselwander für sich nicht riskieren konnte. Haselwander war als Oberingenieur bei Wilhelm Lahmeyer & Co in Frankfurt am Main tätig und übertrug der Firma sein Patent. Als 1892 die AEG Lahmeyer übernahm, verlor Haselwander damit seine Patentrechte.
1888 erfand Nikola Tesla unabhängig und zeitgleich mit Galileo Ferraris und Michail Ossipowitsch Doliwo-Dobrowolski das für die effiziente Stromverteilung fundamentale Drehstromprinzip.
Emil Rathenau holte 1887 Michail von Dolivo-Dobrowolsky ins Unternehmen, der als Chefingenieur der Drehstromtechnik zur praktischen Anwendung verhalf, indem er den ersten funktionsfähigen Drehstrommotor erfand. 1891 gelang Miller und Dobrovolski anlässlich der Internationalen Elektrotechnischen Ausstellung in Frankfurt am Main nachweislich die Übertragung von Drehstrom über eine größere Strecke: Der in einem Kraftwerk in Lauffen am Neckar erzeugte Strom wurde über die 175 Kilometer lange Drehstromübertragung Lauffen–Frankfurt transportiert, wo er auf dem Ausstellungsgelände 1000 Glühlampen speiste und einen künstlichen Wasserfall antrieb. Dieser Erfolg war der Beginn der allgemeinen Elektrifizierung mit Wechselstrom im Deutschen Reich und verhalf der AEG zum wirtschaftlichen Erfolg.
1883 wurde die weltweit erste sogenannte Zentralstation in New York errichtet. In Deutschland begann die flächendeckende Elektrizitätsversorgung im Jahr 1884 mit der Gründung der Aktiengesellschaft „städtische Elektrizitätswerke“ (später B.E.W., dann BEWAG) in Berlin. Gründer war der Elektrokonzern AEG. Auch in anderen Großstädten gab es ähnliche Gründungen, die ebenfalls durch private Unternehmen erfolgten. Die Städte erteilten an die privaten Elektrizitätsversorger eine Konzession für die Nutzung der städtischen Wege und besteuerten dafür Strom- (und Gas-)absatz mit einer Konzessionsabgabe. Wenig später stiegen die Kommunen jedoch selbst in die Stromversorgung ein. Bereits im Jahr 1902 verfügte sogar das kleine Städtchen Quedlinburg über ein städtisches Elektrizitätswerk mit zwei 120 PS Leuchtgasmotoren, die aus eigener Gasproduktion gefahren wurden. Da die elektrische Beleuchtung zunächst deutlich teurer war als die bis dahin gebräuchliche Gasbeleuchtung wurde sie vorrangig für repräsentative Orte eingesetzt. Die deutschen Zentralstationen basierten um 1900 noch mehrheitlich auf Gleichstrom. Erste Versuche mit Diesel-Kraftwerken begannen 1908 im Rangierbahnhof Wustermark (Diesel der Maschinenbauanstalt Breslau).

## Konzerne und Kartelle
Drehstrom machte die Übertragung von Strom über weite Strecken möglich. Schon sehr früh entwickelte der Unternehmer Hugo Stinnes somit die Vision einer deutschlandweiten Stromversorgung, die auch andere Unternehmer wie den gleichaltrigen Walter Rathenau in Bann zog.
1898 wurde RWE als Rheinisch-Westfälisches Elektrizitätswerk AG als Stadtwerk in Essen gegründet. Unter Hugo Stinnes expandierte RWE rasch zur Überlandzentrale durch niedrige Preise und Ausweitung des Absatzes. Stinnes’ Erfolgsrezept beruhte auf Verstromung der Steinkohle am Standort, gleichmäßigem Absatz seiner Steinkohle und Verringerung der Lastspitzen seiner Kraftwerke. Unter Beteiligung der Kommunen als Finanzierer und Absatzmarkt stieg RWE bis 1914 zu einem der größten Stromversorger im Kaiserreich auf. 1914 ging RWE mit dem Goldenbergwerk zur Verstromung der Braunkohle im Großkraftwerk über.
Dem Expansionsbestreben der RWE setzte das von Emil Rathenau aufgebaute Imperium, die Allgemeine Elektricitätsgesellschaft (AEG), Grenzen. Dieser Manager verfolgte auf Basis zugekaufter Patente und aggressiver Absatzstrategien eine aggressive Expansionsstrategie und stieg risikobereit in zukunftsträchtige Märkte ein. Auch er wollte als Sieger im Rennen den gesamten deutschen Markt beliefern. Sein Sohn und Nachfolger in spe Erich Rathenau war seit 1901 im Vorstand des Unternehmens. Sein anderer Sohn Walther Rathenau war seit 1899 international für die Errichtung aller Zentralstationen der AEG zuständig und errichtete solche in Manchester, Amsterdam, Buenos Airos und Baku.
Der dritte Großkonzern im deutschen Elektrizitätsmarkt war Siemens & Halske. Daneben gab es andere große Unternehmen wie die Union-Elektricitätsgesellschaft in Berlin, die Helios-Gesellschaft in Köln, die Firma Kummer in Dresden, Schuckert in Nürnberg.
Mit der Jahrhundertwende zeichnete sich jedoch eine Sättigung im Elektrizitätsmarkt ab. Nach wie vor wollten die Kommunen ihre Versorgung ausbauen, doch plötzlich waren mehr Anbieter da als benötigt wurden und ein radikaler Preiswettbewerb setzte ein. In den ersten Jahren des 20. Jahrhunderts gingen von 52 Aktiengesellschaften in der Elektroindustrie 15 bankrott und von 156 Millionen Mark an der Börse in die Elektroindustrie investiertem Kapital mussten 27 Millionen Mark abgeschrieben werden.
Die Kommunen zogen sich immer mehr aus der Energieerzeugung zurück und schlossen stattdessen Lieferverträge ab. Die Energieversorgungsbranche insgesamt reagierte mit Aufkäufen, Konsolidierung und Kartellbildung. Ein solch mächtiges Kartell war das 1893 gegründete Rheinische-Westfälische Kohlensyndikat, das Fördermengen und Absatzpreise der Ruhrkohle bestimmte und den alleinigen Vertrieb übernahm. Der Preussische Staat sah die Konzentration und Machtanhäufung vertikal integrierter Konzerne in der Energieversorgung mit Besorgnis und versuchte als Gegenmaßnahme 1904 die Hibernia AG, der zu dem Zeitpunkt drittgrößten Bergwerksgesellschaft des Ruhrgebiets, durch feindliche Übernahme in Staatsbesitz zu bringen. Dies war ein direkter Angriff auf das Kohlen-Syndikat und den Stinnes-Konzern, der Kohleförderung, -transport und Stromerzeugung und -verteilung unter einem Dach vereinte. Das Kohlen-Syndikat vereinigt mit führenden Banken und dem Großindustriellen Stinnes konnte den Staatseingriff abwehren.
Um fortan den Staat auf seine Seite zu bringen, bot Stinnes dem preußischen Staat an, sich an dem RWE zu beteiligen. Dies klappte jedoch nicht direkt und Stinnes setzte derweil seinen Expansionskurs fort und verärgerte damit zunehmend seine Konkurrenten AEG und Siemens wie auch den preußischen Staat. 1906 gelang es jedoch Walter Rathenau mit Hugo Stinnes und seiner Ehefrau Cläre bei einem Abendessen im Berliner Automobilclub erfolgreich einen Demarkationsvertrag zu verhandeln, der die Versorgungsgebiete der beiden großen Player gegeneinander abgrenzte. Beide Seiten erlaubten sich zwar Verstöße gegen den Vertrag, spätestens der Erste Weltkrieg setzte die Zeichen aber endgültig auf Kooperation.

## Positionierung von Reich, Bundesstaaten und Kommunen
Zur Jahrhundertwende war die Elektrizitätswirtschaft, obwohl sie zunehmend zur Daseinsvorsorge gehörte, und ein stark wachsender Wirtschaftszweig war, praktisch unreguliert.
Private Elektrizitätsunternehmen lieferten den größten Teil des Stroms und besaßen in ihrem Versorgungsgebiet ein Monopol. Sie standen im Verdacht, den Strompreis zum Nachteil der Allgemeinheit und der Volkswirtschaft zu verteuern. Weiterhin wählten sie ihre Versorgungsgebiete und Produktionsstätten nach wirtschaftlichen Kriterien, so dass unattraktive ärmere Stadtteile oder ländliche Gebiete unerschlossen blieben. Dies war nicht im Interesse der Kommunen, die zunehmend die Stromversorgung in die eigene Hand nahmen, um Preise unter Kontrolle zu haben und eine allgemeine Versorgung sicherzustellen. Diese konnten jedoch andererseits nicht so billig produzieren, wie die aufkommenden großen sogenannten Überlandzentralen, so dass sie über Konzessionsverträge ihr Wegerecht nutzten, um die Überlandzentralen aus ihren Versorgungsgebieten herauszuhalten und höchstens als Lieferanten für städtische Werke zuzulassen.
Die Elektrizitätswirtschaft selbst hatte mit dem Verband Deutscher Elektrotechniker (VDE), gegründet 1893, und der Vereinigung der Elektrizitätswerke (VDEW), die 1892 in Berlin von 16 Elektrizitätswerken gegründet wurde, ihre eigenen Interessenvertretungen gegründet. Sie strebten mit einem entsprechenden Gesetzesentwurf die Aushebelung der städtischen Konzessionen und allgemeine gesetzliche Regelungen zur Nutzung öffentlicher Wege und auch privaten Grundes zur Verlegung von Versorgungsleitungen an. Hier hatten sie den Verband von Gas- und Wasserfachmännern (VGW) auf ihrer Seite.
Die Reichsregierung blockierte den Generalangriff der Versorgungswirtschaft auf öffentliches und privates Eigentum. Sie sah darin eine einseitige Vertretung kapitalistischer Interessen und nahm die zunehmende Konzentration der Versorgungswirtschaft als Gefahr wahr. Man wollte Zugeständnisse an die Industrie nicht ohne Gegenleistung erteilen.
Andererseits bestand ein starkes Interesse, die wachsende Energiewirtschaft mit einer Verbrauchssteuer auf Strom und Gas zu belasten. Entsprechende Vorstöße des Reichs wurden 1909 mit Blick auf die negative Wirkung einer Energiesteuer auf die wirtschaftliche Entwicklung jedoch ebenfalls abgelehnt, sie stießen auch auf den Widerstand der Bundesstaaten. Erst recht lehnten diese die Vorstellung ab, die gesamte Stromerzeugung in die Hand des Reiches zu bringen. Eine bessere Kontrolle der Elektrizitätswirtschaft durch Beteiligung des Reichs an den betroffenen Unternehmen befürwortete nämlich eine Denkschrift des Reichsschatzamts vom 31. August 1912.
Obwohl es auch zur Jahrhundertwende anerkannt war, dass Starkstromanlagen eine dauernde Quelle von Gefahren für Gesundheit, Leben und Eigentum sein konnten, fehlten Genehmigungsverfahren und Genehmigungspflichten für den Bau solcher Anlagen. Die preußische Regierung entwickelte 1912 einen Vorschlag, die Erteilung solcher Genehmigungen mit allgemeiner Versorgungspflicht, Tarifkontrollen und Pflichten zur Leistungsanpassung zu verbinden. Weiterhin sollte die Genehmigung von der Gewährung einer staatlichen oder kommunalen Beteiligung oder einem der Kommune oder dem Bundesstaat gewährten Terminkaufrecht abhängig gemacht werden können.
Die Bundesstaaten und die Reichsregierung waren sich somit uneinig, wer von ihnen die wachsende Elektrizitätswirtschaft kontrollieren und ihre Gewinne abschöpfen darf. Einig war man sich jedoch, dass der Bau und Betrieb von Starkstromanlagen genehmigt und überwacht werden muss, Unternehmen in möglicherweise garantierten Versorgungsgebieten jeden anschließen und beliefern müssen und dass Tarife hoheitlich überwacht werden müssen. Die Monopolbildung in der Stromerzeugung sah man als natürlich und kostensparend an.
Walther Rathenau befürwortete in einem Gutachten von 1913 für das Reichswirtschaftsamt die Errichtung weniger, dafür großer Erzeugungsanlagen an der Fundstelle der Rohstoffe. Davon versprach er sich eine Verbilligung der Elektrizität um bis zu 50 % gegenüber den kleinen und teilweise veralteten Anlagen der städtischen Versorgung. Die Großanlagen sollten als Reichsmonopol betrieben oder zumindest über eine hohe Beteiligung des Reichs kontrolliert werden. Dagegen hielt Rathenau die Erhaltung privater Verteilungsmonopole für möglich, da es hier vorrangig um Kundenakquise geht.

## Erster Weltkrieg und Sozialisierungsgesetze der Weimarer Republik
Durch die Rivalität des Reichs und des preußischen Staates, die sich nicht einig wurden, wer die Elektrizitätswirtschaft kontrollieren und besteuern darf – Reich oder Bundesstaat, kam es vor dem Ersten Weltkrieg zu keinem staatlichen Eingriff. Im Kriegszustand ermöglichte das Ermächtigungsgesetz vom 4. August 1914 dem Reich eine Kontrolle der Wirtschaft auch ohne entsprechende Gesetze. Kohle war der wichtigste Primärenergieträger. Ihre Verteilung war ab 1917 dem Reichskommissar für die Kohlenverteilung unterstellt. Weiterhin kam es während des Krieges zu staatlichen Beteiligungen an der Energiewirtschaft und in diesem Zuge vereinzelt zur Festlegung von Versorgungsgebieten.
Mit der sozialdemokratischen Mehrheit wurde nach dem Krieg am 13. März 1919 das allgemeine Sozialisierungsgesetz beschlossen. Danach sollte die Ausnutzung von Steinkohle, Braunkohle, Presskohle und Koks, Wasserkräften und sonstigen natürlichen Energiequellen und von der aus ihnen stammenden Energie (Energiewirtschaft) nach gemeinwirtschaftlichen Gesichtspunkten geregelt werden. Das Reich sollte die Energieversorgung dabei entweder selbst übernehmen oder konzessionierten und beaufsichtigten Parteien übertragen.
Konkretisierende Detailgesetze sahen die Übernahme des Fernleitungsnetzes und der Überlandzentralen durch das Reich vor. Als Entschädigung hatten die bisherigen Eigentümer Anspruch auf den Buchwert des entsprechenden Unternehmens oder auf einen nach geregeltem Verfahren ermittelten Ertragswert. Kompromisse mit den Bundesstaaten sorgten für den Schutz von bundesstaatlichem und kommunalem Eigentum vor dem Zugriff des Reichs.
Ziel war es als staatliche Unternehmung eine einheitliche Elektrizitätsversorgung Deutschlands zu gewährleisten. Dabei sollte die Erzeugung durch staatliche Großanlagen erfolgen, ein größtenteils noch aufzubauendes deutschlandweites Verbundnetz sollte ebenfalls in staatlicher Hand liegen, die Verteilung vor Ort nach Möglichkeit durch kommunale Werke erfolgen.
Ab Januar 1920 begann das Reichsschatzministerium mit der Ausführung des Gesetzes, nämlich mit dem Aufbau eines deutschlandweiten Verbundnetzes. Hierfür wurde die Gesellschaft für Kraftübertragung GmbH mit Sitz in Berlin als Tochter der reichseigenen Elektrowerke AG in Berlin gegründet. Die Gesellschaft begann sofort mit der Planung des Netzes und dem Bau der ersten Strecken. Da sich im Osten die Kraftwerke Golpa, Lauta und Großenhain bereits im Reichseigentum befanden, übernahm das Reich auf diese Weise den wesentlichen Teil der Großversorgung des östlichen Reichsgebiets einschließlich Berlins und die Elektrowerke wurden zu einem bedeutenden Elektrizitätsversorger.
Mit der Ablösung der Weimarer Koalition und einem Wechsel der Zuständigkeit im Reichsschatzministerium 1920 sowie mit den anhaltenden wirtschaftlichen Schwierigkeiten der jungen Republik wuchsen jedoch auch im Ministerium die Zweifel daran, dass eine Sozialisierung der Elektrizitätswirtschaft der richtige Weg sei und weitere Ausführungsbestimmungen zur Verstaatlichung von Betrieben oder der Festlegung von Versorgungsgebieten blieben aus.
Die nun bestehende Rechtslage schützte Investitionen der Bundesstaaten und Kommunen, während private Investitionen durch das Sozialisierungsgesetz jederzeit gefährdet waren. Somit erfolgten in den kommenden Jahren vorrangig bundesstaatliche Investitionen. Bayern baute die Wasserkraft aus, die größten Investitionen erfolgten jedoch in Preußen. Zwischen den Elektrowerken des Reichs im Osten und der RWE im Westen erschloss Preußen systematisch Mitteldeutschland. 1927 wurde die Preußische Elektrizitäts-AG (Hannover) gegründet, die alle bis dahin durch den preußischen Staat errichteten Kraftwerks- und Leitungsgesellschaften übernahm und fortan ebenfalls zu den führenden Elektrokonzernen in Deutschland gehörte.
Im sogenannten Elektrofrieden von 1927/28 grenzten die großen Player RWE, Elektrowerke und PreußenElektra ihre Versorgungsgebiete gegeneinander ab.

## Das Energiewirtschaftsgesetz von 1935
Mit der Machtergreifung der Nationalsozialisten entfielen die Hindernisse für eine Regulierung der Energiewirtschaft größtenteils. Die föderale Struktur des Reiches war aufgehoben, alle Mitglieder der Landesregierungen, Staatsbeamten und Richter konnten von der Reichsregierung eingesetzt, ernannt und entlassen werden. Den Einfluss der Partei auf die Gemeinden sicherte eine neue Gemeindeordnung. Nun ging es um die Kontrolle der Wirtschaft. Der Glaube an die Initiative des Unternehmers als Mittel, Fortschritt und Wohlstand für alle zu bringen, war durch Monopolbildung in wichtigen Wirtschaftsbereichen und die aktuelle Wirtschaftskrise erschüttert. Über das Gesetz zur Vorbereitung des organischen Aufbaus der deutschen Wirtschaft teilte die NSDAP die Wirtschaft in sieben Reichsgruppen auf, denen Wirtschaftsgruppen, dann Fachuntergruppen und schließlich die Industrie- und Handelskammern unterstanden. Konzentrationstendenzen in der Wirtschaft, „deren Dasein auch in Deutschland zu einer Macht zu werden droht, die sich über völkische Notwendigkeiten hinwegzusetzen vermag“ wurden mit Argwohn betrachtet. Unternehmer, Arbeiter und Bauern sollten in ihrer Rolle dem „Volk“ dienen, dem Interesse der Partei sollten keine individuellen Rechte mehr entgegengesetzt werden können.
Bereits vor dem Ersten Weltkrieg bestand ein breiter Konsens, dass die Elektrizitätswirtschaft wegen ihrer hohen volkswirtschaftlichen Bedeutung und der zunehmenden Monopolbildung staatlich kontrolliert werden müsse. Der Erste Weltkrieg hatte die strategische und kriegswirtschaftliche Bedeutung der Energiewirtschaft offenbar gemacht. Im Jahre 1933 wurde ein Energiewirtschaftsgesetz nun von den Nazis verabschiedet.
Deutschland sollte wiederaufgerüstet werden und in einen Eroberungskrieg eintreten. Die Leistungsfähigkeit der Energiewirtschaft bestimmte dabei die Leistungsfähigkeit der Rüstungswirtschaft. Somit erhielt der Reichswirtschaftsminister Hjalmar Schacht den Auftrag zur Ausarbeitung eines Gesetzes, das dem Staat Kontrolle über die Energiewirtschaft geben sollte. Schacht, zu diesem Zeitpunkt kein Mitglied der NSDAP, konkretisierte in seinem Entwurf frühere bereits 1908 von ihm entwickelte Vorstellungen. Er verdankte seinen Einfluss vorrangig seiner wirtschaftlichen Expertise. Der Entwurf Schachts sah eine Kontrolle der Elektrizitätswirtschaft durch das Reichswirtschaftsministerium vor. Weiterhin befürwortete Schacht aus Kosten- und Effizienzgründen eine weitere Zentralisierung der Elektrizitätswirtschaft. Die hieraus entstehenden Nachteile sollten durch staatliche Überwachung begrenzt werden.
Die Überarbeitung des Entwurfs durch Hitler und seinem engeren Kreis ergab jedoch, dass dem Wirtschaftsminister als weitere Kontrollinstanz der politisch zuverlässige Reichsinnenminister Wilhelm Frick zur Seite gestellt wurde. Weitere Ergänzungen ermöglichten der Reichsregierung jede unternehmerische Entscheidung an sich zu ziehen. Dies ermöglichte eine schleichende Enteignung privater Unternehmen, die unbemerkt blieb, da sie sich durch den Wirtschaftsmann Schacht vollzog und bei der die Unternehmen weiterhin nach außen selbstständig erschienen. Nach dem Rechtswissenschaftler Jan O. C. Kehrberg „Die Entwicklung des Elektrizitäsrechts in Deutschland“:
Die noch vorhandenen Bestände der Reichsgruppe Energiewirtschaft zeigen …, dass der Reichswirtschaftsminister ab 1934 über diese Reichsgruppe Einfluss nahm auf alle Fragen in der Elektrizitätswirtschaft – von der Unternehmensorganisation über Betrieb und Errichtung von Anlagen bis zur persollen Besetzung in den Unternehmen – teilweise unter direkter Einflussnahme der NSDAP-Führung durch Bormann.
Offiziell sollte das Gesetz die Energieversorgung sicher und billig machen. Ein geheimer Erläuterungsbeschluss unterstrich jedoch die kriegswirtschaftliche Bedeutung des Gesetzes. Garantierte Versorgungsgebiete für Stadtwerke sollten somit die Zentralisierung der Energiewirtschaft aufhalten und regionale Erzeugung fördern, da Großkraftwerke leichte Ziele für Luftangriffe darstellen.

## Entwicklung in Westdeutschland
Mit dem Ende des Krieges und dem Zusammenbruch des NS-Regimes blieb das Energiewirtschaftsgesetz zwar weiterhin in Kraft, es entfielen jedoch die Kontrollinstanzen des NS-Regimes und damit die willkürlichen Eingriffsmöglichkeiten in die Privatwirtschaft. Erhalten blieb auch in Westdeutschland die im Gegensatz zu den Nachbarländern Deutschlands sehr dezentrale Aufstellung der Energiewirtschaft mit kleinen Erzeugungsanlagen und gesicherten Versorgungsgebieten für jede Kommune.
Auch das 1957 erlassene Gesetz gegen Wettbewerbsbeschränkungen nahm die Gebietsschutzverträge der Stromversorger ausdrücklich vom Kartellverbot aus. Die Energiewirtschaft gliederte sich in Verbundunternehmen, die den größten Teil der Stromerzeugung und die Distribution auf Höchstspannungsebene übernahmen. Regionalversorger belieferten die in ihrem Gebiet liegenden kommunalen Stadtwerke, die die Endkunden versorgten. Die Lieferbeziehungen basierten auf langfristigen Verträgen mit bis zu 20 Jahren Laufzeit. Sie enthielten einen Verwendungszweck für die bezogene Energie und typischerweise eine Demarkation für ein bestimmtes Versorgungsgebiet, für dessen Belieferung der Strom bestimmt war.

## Entwicklung in Ostdeutschland
Die Stromwirtschaft, die sich besonders in Ostdeutschland bereits zu großen Teilen in öffentlichem Besitz befand, wurde nach dem Krieg restlos verstaatlicht. Die Energieerzeugung wurde vor allem im VE Kombinat Braunkohlekraftwerke Jänschwalde und im VE Kombinat Kernkraftwerke „Bruno Leuschner“ Greifswald zusammengefasst. Die Stromverteilung wurde 15 regionalen Energiekombinaten übertragen. Das Übertragungsnetz wurde durch das VE Kombinat Verbundnetze Energie Berlin verwaltet. Nach dem Zusammenbruch der DDR gingen die staatlichen Betriebe und damit auch die gesamte Stromversorgung in das Eigentum der Treuhandanstalt über. So gelang es den westdeutschen Konzernen RWE, PreussenElektra und Bayernwerk, große Teile der ostdeutschen Stromwirtschaft zu erwerben und in Ostdeutschland eine bestimmende Rolle zu übernehmen.
Die 15 Energiekombinate wurden in privatwirtschaftliche Regionalversorger umgewandelt. Die Treuhandanstalt verkaufte 1994 jeweils 51 % dieser Regionalversorger an westdeutsche Verbundunternehmen. Mit den restlichen 49 % sollten die ostdeutschen Kommunen für den Verlust ihrer Netze und Versorgungseinrichtungen entschädigt werden. Einige ostdeutschen Kommunen klagten jedoch erfolgreich gegen diese Regelung und erhielten in Folge ihre Stadtwerke zurück. Andere Kommunen gründeten ihre Stadtwerke neu.
Im Endergebnis entstand in den ostdeutschen Bundesländern dieselbe dreistufige Struktur der Stromwirtschaft mit Verbundunternehmen, Regionalversorgern und Stadtwerken, wie sie auch in Westdeutschland besteht.

## Neuregulierung der Branche 1996
Der große Erfolg der Neuregulierung des Telekommunikationsmarktes weckte in Deutschland und Europa die Hoffnung, dass auch auf den Energiemärkten ähnliche Effizienzverbesserungen und Preissenkungen möglich sein könnten.
Auch hier sollten nun Netz und Energie getrennt und für die Energie ein freier Handelsmarkt geschaffen werden, in der Hoffnung, dass dies zu Konkurrenz und damit zu deutlich niedrigeren Endkundenpreisen führen würde. Mit dem Erlass der europäischen Elektrizitätsbinnenmarktrichtlinie im Jahr 1996 wurden die EG-Mitgliedsstaaten verpflichtet, eine solche Neustrukturierung der Branche umzusetzen. In Folge entstand der Stromhandel zunächst als OTC-Handel von Blockprodukten über Broker-Plattformen. Bereits im Juni 2000 startete die Strombörse Leipzig Power Exchange später European Energy Exchange (EEX) ihre auch heute noch wichtige Spotauktion, in der individuelle Stunden sowie Blöcke gehandelt und physisch glattgestellt werden. Damit konnten die Versorger erstmals ihren gesamten Strombedarf an den Handelsmärkten decken. Überschuss- und Mindermengen konnten in stündlicher Granularität kurzfristige jeweils für den folgenden Liefertag an der Börse glattgestellt werden. Ab März 2001 ist auch der Terminhandel an der EEX möglich. Allerdings wird auch heute der größte Teil des Stromhandelsvolumens über OTC-Plattformen gehandelt.

## Erneuerbare Energien
Seit 1991 wird in Deutschland die Stromerzeugung aus Erneuerbaren Energien (Wind, Solar, Biomasse, Geothermie, Deponie-, Klär- und Grubengas) gefördert. Die Förderung erfolgte zunächst über feste Einspeisevergütungssätze. Die Differenz zwischen diesen Garantiepreisen und den am Markt für den erzeugten Strom erzielten Preisen wurde als EEG-Umlage auf die Verbraucher als EEG-Umlage proportional zu ihrem Energieverbrauch umgelegt.
Mittlerweile erhalten größere Anlagen keine Fixpreisvergütung mehr. Stattdessen wird der Zubau erneuerbarer Energien über Auktionen der Bundesnetzagentur ausgeschrieben. Die Auktion ist Pay-as-Bid und bestimmt einen anlagenspezifischen sogenannten anlegbaren Preis. Dieser bestimmt im Wesentlichen die Mindesterlöse des Erzeugers: Eine negative Differenz zwischen dem anlegbaren Preis und den Markterlösen eines Referenzprofils aus der Einspeisung aller deutschen Anlagen derselben Art wird dem Anbieter über eine sogenannte Marktprämie ausgeglichen (siehe Marktprämienmodell). Die Marktprämie entfällt, wenn der Marktpreis wegen zu hoher Einspeisung bereits über mehrere Stunden negativ ist.

## Europäische Integration
Die Neustrukturierung der Stromwirtschaft ist ein europäisch getriebener Prozess. Dabei werden möglichst einheitliche Prozesse und Stromhandelsprodukte angestrebt und teilweise durch europäische Richtlinien durchgesetzt. Dies ermöglicht einen europäischen Strommarkt mit einer europaweiten Preisbildung, so dass Preisunterschiede zwischen einzelnen Ländern nur dann bestehen bleiben, wenn für den Lieferzeitpunkt keine freien Grenzkapazitäten mehr vorhanden sind, die einen Stromfluss von einem billigen in ein teures Land ermöglichen würden.